# テマの一覧
テマの一覧では、899年に作成された「フィロテオスのクレートロロギオン（フィロテオス文書）」に登場しているテマ長官の一覧表（括弧内は主な都市）をもとに東ローマ帝国のテマを列挙する。

## 小アジア
- テマ・アナトリコン（イコニオン、アモリオン、アクロイノン、ポリュボトス）
- テマ・アルメニアコン（ギリシア語版、英語版）（アマセイア、シノペ、アミソス、エウカイタ）
- テマ・カッパドキアス（ギリシア語版、英語版）（コロン、テュアナ、ナジアンゾス、ボタンドス）
- テマ・カルシアノン（ギリシア語版、英語版）（カイサレイア、カルシアノン）
- テマ・トラケシオン（ギリシア語版、英語版）（コーナイ、ラオディケイア、フィラデルフィア）
- テマ・オプシキオン（ギリシア語版、英語版）（ニカイア、プルサ、ドリュライオン）
- テマ・オプティマトン（ギリシア語版、英語版）（ニコメディア）
- テマ・ブーケラリオン（ギリシア語版、英語版）（アンキュラ、ヘラクレイア・ポンティカ）
- テマ・パフラゴニアス（ギリシア語版、英語版）（アマストリス）
- テマ・カルディアス（ギリシア語版、英語版）（トラペズス、パイペルト）
- テマ・メソポタミアス（ギリシア語版、英語版）（カマカ）
- テマ・コローネイアス（ギリシア語版、英語版）（コロネイア）
- テマ・セバステイアス（ギリシア語版、英語版）（セバステイア）
- テマ・リュカンドン（ギリシア語版、英語版）（リュカンドス）
- テマ・セレウケイアス（ギリシア語版、英語版）（セレウケイア）
- テマ・キビュライオタイ（ギリシア語版、英語版）（アッタレイア）（海軍[4]）
- テマ・キプロス（ギリシア語版、英語版）（レウコシア）
- テマ・サモス（ギリシア語版、英語版）（スミルナ、エフェソス、サモス島）（海軍[4]）
- テマ・アンガイオン・ペラゴス（エーゲ海）（ギリシア語版、英語版）（エーゲ海諸島）（海軍[4]）

## バルカン半島
- テマ・トラケース（ギリシア語版、英語版）（コンスタンティノープル、アルカディオポリス（ギリシア語版、英語版））
- テマ・マケドニアス（ギリシア語版、英語版）（ハドリアノポリス、フィリッポポリス）
- テマ・ストリュモーノス（ギリシア語版、英語版）（セレス）
- テマ・テサロニケース（ギリシア語版、英語版）（テサロニキ）
- テマ・ヘラス（ギリシア語版、英語版）（アテネ、テーベ）
- テマ・ペロポネスウ（ギリシア語版、英語版）（コリントス、モネンヴァシア）
- テマ・ケファレーニアス（ギリシア語版、英語版）（ケファロニア島、イオニア諸島）
- テマ・ニコポレオース（ギリシア語版、英語版）（ナフパクトス、アルタ）
- テマ・デュラキウ（ギリシア語版、英語版）（デュラキオン）
- テマ・ダルマティアス（英語版）（イアデイラ、ラグーザ、スパラトゥム）

## クリミア半島
- テマ・ケルソン（ケルソン）

## イタリア半島
- テマ・ロンゴバルディアス（ギリシア語版、英語版）（バーリ）
- テマ・シケリアス（シチリア）（ギリシア語版、英語版）（シラクサ）